# Gateshead Millennium Bridge
De Gateshead Millennium Bridge is een fiets- en voetgangersbrug over de Tyne, die Gateshead met Newcastle upon Tyne verbindt. De brug is een kantelbrug die roteert rond een vaste as en is de eerste kantelbrug ter wereld.

## Ontwerp
In augustus 1996 schreef het lokale bestuur van Gateshead een wedstrijd uit voor een nieuwe oeververbinding voor voetgangers en fietsers over de Tyne, waarbij de scheepvaart vrije doortocht moest behouden, terwijl het zicht op de gebouwen rondom niet werd weggenomen en de oevers van de Tyne vrij moesten blijven. Het winnende ontwerp van het ingenieursbureau Gifford uit Southampton en het architectenbureau Wilkinson Eyre uit Londen, was zonder meer uitzonderlijk te noemen, maar voldeed aan alle voorwaarden.
De brug bestaat uit een boog horizontaal boven het water met daarop een gescheiden wandelpad en fietspad. Het wandelpad ligt aan de binnenzijde van de boog en ligt ongeveer 30 cm hoger dan het fietspad zodat de voetgangers een mooi uitzicht behouden op de omgeving. Deze boog is met kabels verbonden met een tweede boog die dienstdoet als contragewicht.

## Constructie
De brug werd gebouwd door Koninklijke Volker Wessels Stevin en kostte 22 miljoen pond sterling, deels gefinancierd door de Millennium Commission en het Europees Fonds voor Regionale Ontwikkeling.
De metalen secties werden gefabriceerd door Watson Steel Structures in Bolton en sectie per sectie naar Wallsend in Newcastle getransporteerd. Hier werd de brug verder geassembleerd door de secties aan elkaar te lassen. Nadat de brug volledig geschilderd was, werd ze in één stuk ongeveer 6 mijl over de rivier vervoerd naar haar definitieve ligplaats.
Op 20 november 2000 werd de brug op haar plaats gehesen door de Asian Hercules II - met een hijscapaciteit van 3200 ton een van de grootste drijvende kranen ter wereld. Op 17 september 2001 werd de brug geopend voor het publiek en op 7 mei 2002 officieel ingehuldigd door Koningin Elizabeth II.
Als de brug gesloten is, bevindt het contragewicht zich hoog boven het water. Als de brug open gaat, draaien grote hydraulische zuigers het contragewicht naar beneden, en het brugdek omhoog, tot een hoek van 40° ten opzichte van het water. Op die manier wordt de doorvaarthoogte vergroot en kunnen schepen tot 25 meter hoogte passeren (in het midden van de vaargeul). Deze beweging duurt slechts 4,5 minuten en leverde de brug de bijnaam Blinking Eye Bridge op. Bij het openen van de brug schuift alle afval dat op het brugdek werd geworpen in speciaal daartoe voorziene opvangbakken.

## Prijzen
In 2002 won het architectenbureau Wilkinson Eyre de Stirling Prize van de Royal Institute of British Architects (RIBA) voor de constructie van de brug. In 2003 won het ingenieursbureau Gifford de Structural Award van de Institution of Structural Engineers (IStructE). In 2005 ontving de brug de Outstanding Structure Award van de International Association for Bridge and Structural Engineering (IABSE).
In 2007 werd de geopende brug afgebeeld op de achterzijde van een munt van 1 pond sterling.